# 蛯原徳夫
蛯原 徳夫（えびはら とくお、1904年8月10日 - 1988年8月4日）は、フランス文学者。
東京生まれ。1934年法政大学文学部仏文科卒業。1965年名古屋大学文学博士（「ロマン・ロランの思想的原理」）、生涯にわたりロマン・ロランを研究・翻訳。1953年大阪市立大学文学部助手、54年助教授、58年教授、68年定年退任、名誉教授、青山学院大学教授、聖徳学園短期大学教授を歴任した。

## 著書
- 『ロマン・ロラン その根本思想』アポロン社 1962
- 『ロマン・ロラン研究 その思想的原理』アポロン社 1967
- 『ロマン・ロランとタゴール』第三文明社〈レグルス文庫〉1980
- 『ロマン・ロラン研究』第三文明社 1981

### 翻訳
- ロマン・ロラン『ミレー』岩波文庫 1939、改版1959
- J.エスカラ『支那過去と現在』生活社［東亜叢書］1941
- バルザック『セラフィタ』角川文庫 1954、復刊1989
- 『モーパッサン全集』春陽堂書店 1955-1956。分担訳者
- 『創造的ユニティー タゴール著作集 8』アポロン社 1959
- ロマン・ロラン『トルストイの生涯』岩波文庫 1960
- ロマン・ロラン『ベートーヴェン第九交響曲』北沢方邦共訳 みすず書房 1967、新版1985、のち「全集」
- 『東洋と西洋・ほか タゴール著作集 8』第三文明社 1981
- 『暗室の王 タゴール著作集 6』第三文明社 1982
- 『1940年代詩集 笛 タゴール著作集 2』第三文明社 1984
- 『瞑想録 タゴール著作集 7』第三文明社 1986

#### ロマン・ロラン全集
- 『ロマン・ロラン全集 第38巻　ミケランジェロの生涯』みすず書房 1949
- 『ロマン・ロラン全集 第53巻　革命によって平和を』みすず書房 1951
- 『ロマン・ロラン全集 第67巻　第九交響曲』高田博厚共訳 みすず書房 1951
- 『ロマン・ロラン全集 第70巻　ベートーヴェンの恋人たち』みすず書房 1952
- 『ロマン・ロラン全集 第71巻　日本人への手紙』みすず書房 1954
- 『ロマン・ロラン全集 9 花の復活祭』みすず書房 1959。以下は第2次「全集」（上記も改訂再刊）
- 『ロマン・ロラン全集 13・14 伝記』上田秋夫・宮本正清共訳 みすず書房 1959-1960
- 『ロマン・ロラン全集 22 過去の国への音楽の旅・ヘンデル』高田博厚ほか共訳 みすず書房 1959
- 『ロマン・ロラン全集 19 芸術論集』宮本正清・波多野茂弥共訳 みすず書房 1960
- 『ロマン・ロラン全集 12 機械の反抗』みすず書房 1962
- 『ロマン・ロラン全集 35 書簡・日記』宮本正清、山口三夫共訳 みすず書房 1962
- 『ロマン・ロラン全集 32 ユルム街の僧院』波多野茂弥共訳 みすず書房 1966
- 『ロマン・ロラン全集 36 書簡 ４』宮本正清共訳 みすず書房 1979。以下は第3次「全集」
- 『ロマン・ロラン全集 17 幼時の思い出』みすず書房 1980
- 『ロマン・ロラン全集 24・25 芸術研究』みすず書房 1980 分担訳

ベートーヴェンが好きでない一女性への手紙 ほか
- 『ロマン・ロラン全集 26-30 日記 戦時の日記』みすず書房 1980—82 分担訳
- 『ロマン・ロラン全集 31 インド/インド補遺/日記抄』みすず書房 1982 分担訳
- 『ロマン・ロラン全集 34 書簡 ２b』宮本正清共訳 みすず書房 1982
- 『ロマン・ロラン全集 38 書簡 ６』みすず書房 1982
- 『ロマン・ロラン全集 39 書簡 ７』みすず書房 1982、トルストイとの書簡を担当
- 『ロマン・ロラン全集 42 書簡 １０』みすず書房 1982、タゴール/ガンジーとの書簡
- 『ロマン・ロラン全集 19 エセー２』山口三夫ほか共訳 みすず書房 1983.12

ジャン＝ジャック・ルソー、ガブリエレ・ダヌンツィオとドゥーゼーの思い出
- 『ロマン・ロラン全集 43 他の著作への序文・雑纂』みすず書房 1985.12（分担訳、最終巻）